# Lisia Góra (województwo małopolskie)
Lisia Góra – wieś w Polsce położona w województwie małopolskim, w powiecie tarnowskim, w gminie Lisia Góra.
Miejscowość jest siedzibą gminy Lisia Góra.

## Części wsi
| SIMC    | Nazwa        | Rodzaj     |
| ------- | ------------ | ---------- |
| 1051040 | Dębiarze     | część wsi  |
| 0822469 | Głodna Wieś  | przysiółek |
| 1051057 | Partuły      | część wsi  |
| 1051070 | Podkościele  | część wsi  |
| 1051086 | Za Gościńcem | część wsi  |

## Historia
Według Słownika geograficznego Królestwa Polskiego pod koniec XIX wieku Lisia Góra położona na wysokości 254 m n.p.m. przy gościńcu z Tarnowa do Dąbrowy posiadała parafię rzymskokatolicką, jednoklasową szkołę ludową z dwoma nauczycielami oraz wiatrak. Wieś miała w tym czasie 1797 mieszkańców wyznania rzymskokatolickiego. Znajdujący się tu ówcześnie drewniany kościół pochodził z 1343 roku.
W 1946 roku gmina i wieś została zelektryfikowana. Stację transformatorową poświęcił po mszy 25 sierpnia 1946 roku proboszcz Jan Obłęk.
W latach 1954–1972 wieś należała i była siedzibą władz gromady Lisia Góra. W latach 1975–1998 miejscowość administracyjnie należała do województwa tarnowskiego.

## Zabytki
Obiekt wpisany do rejestru zabytków nieruchomych województwa małopolskiego.
- Kościół parafialny pw. św. Wojciecha.

W niedzielę 6 października 1861 roku z kościoła katedralnego w Tarnowie podczas uroczystej procesji przeniesiono do Lisiej Góry krzyż żelazny z koroną cierniową. Podobne procesje z krzyżami odbyły się z Krakowa do Mogiły, a z Nowego Sącza do Kobylanki. Jego fundatorem był Boczkowski, mieszkaniec Tarnowa. Podstawę kamienną pod krzyż kazał ustawić i ufundował Eliasiewicz. Budowy fundamentów pod krzyż dopilnował i miejscowego proboszcza ks. Rybarskiego do wyjścia naprzeciw procesji namówił Szeligowicz. Na głazie służącym za fundament dla krzyża miał znajdować się napis „za braci niewinnie pomordowanych w Warszawie i Wilnie w r. 1861”, a po drugiej stronie „Bądź wola Twoja”. Krzyż ustawiono na dawnym cmentarzu, obok kościoła, gdzie stoi do dziś. Pierwszą tabliczkę zdjęto prawdopodobnie w 1863 roku po procesie który odbył się marcu w tej sprawie.

## Ludzie związani z Lisią Górą
- Zygmunt Banek – księgarz i wydawca, założyciel i kierownik Krakowskiego Towarzystwa Wydawniczego
- Nikodem Bętkowski – lekarz, działacz tajnych stowarzyszeń niepodległościowych, polityk demokratyczny, poseł na Sejm Ustawodawczy w Kromieryżu
- Marian Janiszewski – ksiądz katolicki, Honorowy Obywatel Miasta Wiśnicza
- Stanisław Morgenstern – ksiądz katolicki, poseł do Sejmu Krajowego Galicji i Rady Państwa w Wiedniu, odnowiciel sanktuarium w Odporyszowie
- Jan Rybowicz – polski poeta, prozaik
- Stanisław Zaucha – komandor, żołnierz Legionów Polskich, obrońca Wybrzeża w 1939